# 辛吉飞
辛吉飞，又称飞哥、辛圣（多含讽刺），中国大陆网红，2022年在抖音发布一系列短视频聲稱揭露食品添加剂内幕，被网友稱为海克斯科技（游戏《英雄联盟》用语，指魔法与科技的融合技术），口头禅为“那必是科技与狠活”。影片引起民众对中华人民共和国食品安全的关注。2022年10月初，辛吉飞主动注销抖音主账号。

## 揭秘的食品制作方式
辛吉飞披露的食品涉及：烧烤架上烤不化的雪糕、糖水加香精做的合成蜂蜜、合成燕窝、合成奶茶等。
2022年8月份开始，辛吉飞等陆续发布了一系列“科技视频”：糖水加香精合成的蜂蜜、没有肉的淀粉肠、明胶片混合糖浆制成燕窝等一系列视频，伴随着他标志性的歪嘴表情和魔性的那句“这都是纯纯的科技与狠活儿”。 截至2022年9月29日，某短視頻平台中，話題#海克斯科技#的播放量超過了15.2億次、#科技與狠活#的播放量超過了9億次、#三花淡奶#的播放量超過了5.7億次。
不少觀眾認為，博主的視頻粉碎了自己對外賣食品的喜愛，親媽苦口婆心20年沒有勸明白的事，被「科技與狠活」迅速勸誡了。

## 爭議
有很多人认为，「科技與狠活」實質上和掛著「震驚」標題的文章沒有區別，拋開劑量談食品添加劑的危害，拿極端案例當做普遍現象，甚至以泡水来证实糖果的可消化性，這些本就站不住腳，但在強大的演算法下，病毒式傳播消解了人們思考的時間，後被認為販賣食安焦慮。
2023年8月28日，王海发微博举报网红辛吉飞代言的可可驼纯骆驼奶粉含有违禁成分邻苯二甲酸二丁酯。该案已经由杭州市市场监督管理局移交至临平区市场监督管理局调查处理。